# Nickelsdorf
Nickelsdorf (in ungherese: Miklóshalma, in croato: Mikištrof) è un comune austriaco di 1 754 abitanti nel distretto di Neusiedl am See, in Burgenland, a pochi chilometri dal confine ungherese.
Dal 2005 è sede del Nova Rock, festival musicale che si svolge nelle campagne intorno alla città; nel settembre 2015 è assorto alle  cronache per la grande ospitalità data ai profughi in fuga dalla Siria che attraversavano il confine ungherese.